# گذرنامه لتونیایی

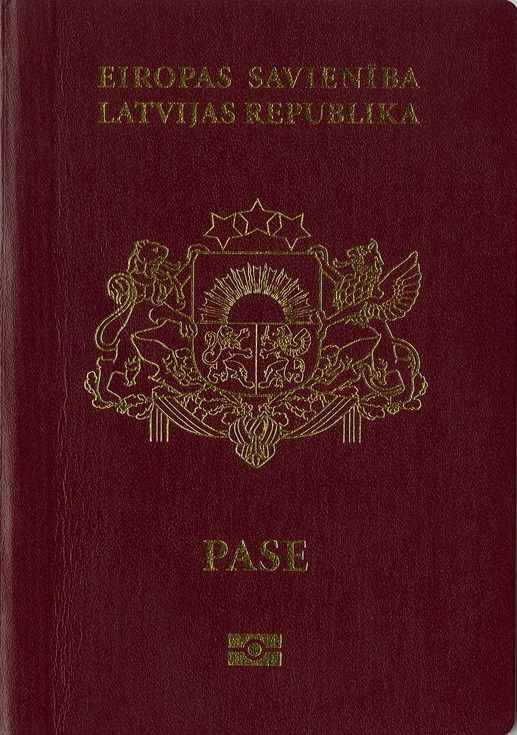
نمایی از یک‌نسخه گذرنامهٔ لتونیایی در سال ۲۰۱۵

گذرنامهٔ لتونیایی یک مدرک سفر بین‌المللی است که توسط کشور لتونی صادر می‌شود و بنا بر داده‌های سال ۲۰۲۳، دارندگان آن می‌توانستند به ۱۸۴ کشور دیگر بدون دریافت ویزا سفر کنند یا ویزا را در بدو ورود دریافت نمایند. این گذرنامه بر اساس رتبه‌بندی شاخص گذرنامهٔ هنلی در سال ۲۰۲۳ در رتبهٔ ۹ قرار داشت.